# Isla Natividad
Isla Natividad is een Mexicaans eiland in de Grote Oceaan dat ligt in de zone met een droog klimaat. Het ligt in het noordwesten van de deelstaat Baja California Sur en wordt gescheiden door het Canal de Deway. Het grotere eiland Isla de Cedros ligt ten noorden van Isla Natividad. Het eiland is kaal en heuvelachtig.
Het eiland behoort tot de gemeente Mulegé, het is 7,1 km lang en de maximale breedte is 2,9 km. Het hoogste punt is 150 m boven zeeniveau en de oppervlakte is 8,665 km². Bij een volkstelling in 2010 telde het eiland 302 inwoners die voornamelijk van de visserij leven. In de jaren 1940 speelde de winning van guano nog een belangrijke rol. Het eiland behoort nu tot het biosfeerreservaat El Vizcaíno.

## Bron
- Dit artikel of een eerdere versie ervan is een (gedeeltelijke) vertaling van het artikel Isla Natividad op de Duitstalige Wikipedia, dat onder de licentie Creative Commons Naamsvermelding/Gelijk delen valt. Zie de bewerkingsgeschiedenis aldaar.